# Deutsch-papua-neuguineische Beziehungen
Die Deutsch-papua-neuguineischen Beziehungen bezeichnen das zwischenstaatliche Verhältnis zwischen Deutschland und Papua-Neuguinea. Eine historische Verbindung zwischen beiden Ländern besteht durch die Kolonialzeit. So gehörten einige Gebiete des heutigen Staates Papua-Neuguinea zur Kolonie Deutsch-Neuguinea. Ein Erbe der Kolonialzeit ist die Sprache Unserdeutsch, der einzigen deutsch-basierten Kreolsprache weltweit, die allerdings vom Aussterben bedroht ist. Diplomatische Beziehungen wurden 1976 aufgenommen und beschränken sich auf gelegentliche Kontakte. Zu Staatsbesuchen kam es bisher kaum. Die diplomatischen Beziehungen zu Papua-Neuguinea werden heute von der deutschen Botschaft in Canberra aus gepflegt, dessen Botschafter über eine Nebenakkreditierung in Port Moresby verfügt.

## Geschichte
Die ersten Deutschen, die die Insel Neuguinea erreichten, dürften Seeleute aus dem Heiligen Römischen Reich gewesen sein, die 1643 im Gefolge des Niederländers Abel Tasman die Insel erreichten, darunter ein Kapitän aus Jever. In der zweiten Hälfte des 19. Jahrhunderts bereisten deutsche Entdecker wie Georg von Schleinitz Neuguinea und deutsche Handelshäuser wie Hernsheim und Robertson errichteten Stützpunkte in der Region. So erwarb der preußische Marineoffizier Bartholomäus von Werner 1878 die Häfen Mioko und Makada auf den Duke-of-York-Inseln. 1882 wurden in Berlin von Großfinanziers und Bänkern das Neuguinea-Konsortium zum Erwerb von Kolonien in der Südsee gegründet, aus der später die Neuguinea-Kompanie hervorging. 1885 entstand Finschhafen in der heutigen Morobe Province, wo sich bald darauf deutsche Missionare ansiedelten. Die deutschen Aktivitäten in der Nähe ihres Kontinents besorgten die Australier und 1896 wurden Britisch-deutsche Abkommen über den westlichen Pazifik geschlossen, die diesen in politische Einflusssphären aufteilten. Das Kaiserreich erhielt den Nordosten Neuguineas (Kaiser-Wilhelms-Land), das Bismarck-Archipel, die nordwestlichen Salomonen mit den Inseln Buka, Bougainville, Choiseul und Ysabel als deutsche Besitzungen zugesprochen, wobei später noch einige weitere Inseln dazukamen. Der Südteil Ostneuguineas wurde dagegen britisch und der Westen der Insel blieb niederländisch.

Deutsch-Neuguinea im Pazifik (1914)

Aufgrund der weitverbreiteten Misswirtschaft der Neuguinea-Kompanie übernahm 1899 das Deutsche Kaiserreich selbst die Hoheit über Neuguinea. Mit der Übernahme der Verwaltungsherrschaft wurde Deutsch-Neuguinea in zwei Verwaltungsbezirke eingeteilt, einer für das Festland und einer für die Inseln. Die Verwaltung über die Kolonie stellte sich jedoch aufgrund der großen Entfernung zum Mutterland als große Herausforderung dar. Die Kommunikation war erschwert und die Reise dauerte per Schiff knapp 50 Tage, was den Kolonialbeamten große Entscheidungsfreiheit gab, welche indirekt über lokale Herrschafts- und Stammesstrukturen regierten. Deutsche Siedler errichteten Plantagen, auf denen Kopra, Kakao, Kautschuk, Kaffee und Tabak angebaut wurden, oft mit Einheimischen, Indern oder Chinesen als Arbeitern, die unter einer hohen Sterblichkeitsrate litten. Wirtschaftlich rechnete sich die Kolonisierung kaum und die Profite kamen eher einigen Handelshäusern wie der Jaluit-Gesellschaft zugute. Die deutsche Verwaltungshoheit blieb begrenzt und in einigen Regionen stießen die Deutschen auf Widerstände, die gewaltsam unterdrückt werden mussten. Längerfristige Einflüsse auf die Kultur Neuguineas hatte vor allem die Tätigkeit deutscher Missionare, die deutschsprachige Schulen im Land errichteten. Daneben besuchten während der Kolonialzeit zahlreiche deutsche Forscher Neuguinea und führten anthropologische Studien durch, die zu einem besseren Verständnis der großen ethnischen und linguistischen Komplexität der Region beitrugen.
Die deutsche Herrschaft über Ostwestneuguinea endete 1914 mit dem Beginn des Ersten Weltkriegs, als australische Truppen die deutschen Besitzungen in Neuguinea ohne großen Widerstand einnahmen. Vor Ort lebende Deutsche wurden ausgewiesen und teilweise in australischen Lagern interniert. Danach blieb Ostneuguinea unter australischer Verwaltungshoheit (mit einer Unterbrechung während des Zweiten Weltkriegs) und die Erinnerung an die deutsche Kolonialherrschaft verblasste mit der Zeit. Im Westdeutschland der Nachkriegszeit war die große kulturelle Vielfalt von Ostneuguinea gelegentlich Inhalt von Medienberichten und Ausstellungen. Im Jahr 1975 erhielt Ostneuguinea schließlich als Papua-Neuguinea seine Eigenstaatlichkeit. Am 16. September 1976 wurden schließlich diplomatische Beziehungen zur Bundesrepublik Deutschland aufgenommene. 1983 unterzeichneten beide Länder einen Vertrag über finanzielle Zusammenarbeit, welche Kredite und technische Hilfen für Papua-Neuguinea von Deutschland umfasste. Eine deutsche Parlamentariergruppe Papua-Neuguinea besuchte Papua-Neuguinea im Jahr 2019 für drei Tage und traf sich Regierungsmitgliedern, Wirtschaftsvertretern und Angehörigen der Zivilgesellschaft.

## Wirtschaftsbeziehungen
Die Handelsbeziehungen beider Staaten sind wenig intensiv. Die deutschen Importe aus Papua-Neuguinea beliefen sich 2024 auf knapp 220 Millionen Euro und die deutschen Exporte lagen bei knapp 18 Millionen Euro. Deutschland leistet auf Papua-Neuguinea Entwicklungshilfe. Darunter über Regionalprogrammen der Gesellschaft für Internationale Zusammenarbeit (GIZ), der Internationalen Klimaschutzinitiative (IKI) sowie des „Neighbourhood, Development & International Cooperations Instrument“ (NDICI) der Europäischen Union. Die deutsche Botschaft in Canberra unterstützt jährlich kleinere Projekte im Land, meistens im Bereich Bildung und Gesundheit. Es gibt auch einige staatlich geförderte kirchliche Hilfsprojekte im Land.

## Kulturbeziehungen
Die Kulturbeziehungen zwischen Deutschland und Papua-Neuguinea sind historisch durch die deutsche Kolonialzeit (1884–1914) in der Region Kaiser-Wilhelms-Land und dem Bismarck-Archipel geprägt. Während dieser Zeit hinterließ Deutschland Spuren in der Sprache, Religion, Architektur und Verwaltung. Einige deutsche Lehnwörter existieren noch im Tok Pisin, der inoffiziellen Lingua Franca des Landes. Die Sprache Unserdeutsch entstand durch eine katholische Missionsstation der Herz-Jesu-Missionare (MSC) in Vunapope auf Neubritannien, an der Kinder auf Deutsch unterrichtet wurden, woraus eine einzigartige Kreolsprache entstand. Nach der Unabhängigkeit von Australien wanderten die meisten Sprecher allerdings dorthin aus und gaben die Sprache nicht mehr weiter.